# Kerry Anne Wells
Kerry Anne Wells este un fotomodel din Australia, ea a fost câștigătoarea din anul 1972 a concursului Miss Univers. Kerry provine din Est Victoria Park (Perth), Australia de Vest, înainte de participarea la concursuri, ea a lucrat ca metereologă. Concursul din 1972 a fost primul care a avut loc în afara Statelor Unite, în Dorado, Puerto Rico. Wells nu a fost încoronată de către predecesoarei ei Georgina Rizk, ci de Marisol Malaret, care a fost Miss Univers în 1970. Momentul culminant al  concursului nu a fost prezentat la televiziune, deoarece electricienii erau în grevă.  Victoria ei ca Miss Univers a a avut în același an, când femeile australience au câștigat titlurile de Miss World,  Miss Asia Pacific International, și s-au plasat pe locul al doilea la concursul Miss International.
Începând din 2007 Kerry Anne Wells este un designer de modă de succes, scriitor și comentator, ea participă la un program de stil de viață sănătoasă conceput pentru școlile australiene.